# KVK Ninove
KVK Ninove is een Belgische voetbalclub uit Ninove. De club is bij de KBVB aangesloten met stamnummer 2373 en heeft groen en zwart als kleuren. De club speelde in haar bestaan meer dan drie decennia in de nationale reeksen.

## Geschiedenis
Reeds vroeg in de 20ste eeuw werd in Ninove voetbal georganiseerd. Rond 1908 speelde in de stad een ploeg in een lokaal Denderverbond met ploegen uit andere steden uit de omgeving. Van 1913 tot 1923 speelde men regionaal onder de naam Sporting Football Club Ninove, afgekort SFC Ninove (stamnummer 176). De club verdween echter, en in de stad bleven enkel nog een aantal bedrijfsvoetbalploegen actief, waaronder ploegen van de fabrieken Union Allumettière en Fabelta.
Uiteindelijk sloot op 22 maart 1936 de huidige club zich aan bij de Belgische Voetbalbond onder de naam FC Ninove. Men kreeg stamnummer 2373 en ging spelen in groene en zwarte kleuren. De club trad aan in de provinciale reeksen. Ninove klom er gestaag op en in 1956 bereikte men voor het eerst de nationale bevorderingsreeksen.
Ninove werd in zijn eerste seizoen in Vierde Klasse meteen vierde in zijn reeks. De club bleef er zich de volgende jaren handhaven en wisselde seizoenen in de middenmoot en de subtop af. In 1963 werd FC Ninove derde in zijn reeks. Men eindigde daarna nog enkele seizoenen bij de beteren, tot men in 1966 afgetekend op een voorlaatste plaats strandde. Na tien jaar nationaal voetbal zakte FC Ninove zo weer naar de provinciale reeksen.
Ninove bleef de volgende jaren in de provinciale reeksen spelen. De naam werd vervlaamst tot VK Ninove. In 1972 verhuisde men, omwille van de aanleg van de aanleg van de N28 richting Aalst, van het terrein aan Den Doorn naar terreinen aan De Kloppers in Meerbeke. In 1975 kon de club terugkeren in de nationale Vierde Klasse, bijna tien jaar nadat men hier de laatste keer had gespeeld. VK Ninove had het de eerste jaren na zijn terugkeer moeilijk, maar keerde tegen het eind van de jaren 70 terug in de subtop van zijn reeks. Zo werd men in 1978 vierde, in 1979 derde, 1980 vierde en in 1981 eindigde men zelfs tweede, op amper een punt van reekswinnaar KHO Merchtem. Merchtem werd echter wegens omkoping bestraft met een degradatie en in de plaats mocht Ninove promoveren. Voor het eerst stootte de club zo door naar Derde Klasse.
VK Ninove kon zich de eerste jaren goed handhaven in de middenmoot in Derde Klasse en in 1984 slaagde men er zelfs in tweede te eindigen in de reeks. De club bleef de volgende jaren nog bij de beteren, maar eind jaren 80 kreeg men het moeilijk. In 1989 en 1990 wist men maar nipt de degradatieplaatsen te ontlopen. In 1990 moest men zelfs een play-off spelen tegen KSV Bornem om te beslissen wie op de 15de plaats, een degradatieplaats, zou eindigden. Ninove won met 2-0 en wist zich zo te redden. Een jaar later eindigde men uiteindelijk toch afgetekend als allerlaatste en na tien jaar in Derde Klasse moest men terug naar Vierde Klasse. Bij het 50-jarig bestaan was de club koninklijk geworden en werd de naam KVK Ninove. Ook in Vierde Klasse kreeg men het moeilijk en na twee jaar eindigde men daar voorlaatste en moest men ook daar degraderen. Na 18 jaar nationaal voetbal moest KVK Ninove weer naar Eerste Provinciale.
Na vier jaar provinciaal voetbal keerde KVK Ninove in 1997 nog eens terug in Vierde Klasse. Na een moeilijk eerste seizoen eindigde Ninove in 1999 derde in zijn reeks. Men mocht naar de promotie-eindronde, maar daar verloor men in de eerste ronde van KSK Maldegem. De club kon dit goede resultaat niet meer herhalen en uiteindelijk eindigde men in 2002 weer afgetekend allerlaatste. Na vijf jaar zakte men zo weer naar de provinciale reeksen.
KVK Ninove bleef de volgende jaren provinciaal spelen en zakte er zelfs af en toe verder weg naar Tweede Provinciale.
In 2013 werd Ninove weer kampioen in Tweede Provinciale en begon er een succesvollere periode. In 2014 behaalde men immers al de eindronde in Eerste Provinciale, maar zonder succes. Een jaar later haalde men opnieuw de eindronde en ditmaal met meer succes. In 2015 keerde de club na anderhalf decennium terug in de nationale Vierde Klasse.
In het seizoen 2021/2022 behaalde KVK Ninove de eerste periodetitel in de Tweede Afdeling VV A door met 1-2 te gaan winnen op het veld van KSKV Zwevezele, dat mee aan de leiding stond. Zo verzekerde KVK Ninove zich van een plek in de eindronde. KVK Ninove kon in de eindronde winnen van Lokeren-Temse, en promoveerde zo terug naar het derde niveau voor het seizoen 2022/2023. De club ging in tien jaar tijd van Tweede Provinciale naar het derde niveau.
Het nieuwe seizoen werd redelijk goed begonnen, maar al snel zakte men terug naar de onderste plaatsen. De eerste wedstrijd werd met 1-2 gewonnen tegen Rupel Boom. Hierna volgde tweemaal een verloren wedstrijd. 1-2 en 3-0 tegen respectievelijk Francs Borains en OH Leuven B. Daarna werd er met 2-0 gewonnen tegen Sporting Charleroi B. Na 14 speeldagen stond Ninove vijftiende met 14 punten.

## Resultaten
| Seizoen | Klasse | Klasse | Klasse | Klasse | Klasse | Klasse | Klasse | Klasse | Klasse | Reeks                                                    | Punten                                                   | Opmerkingen |
|         | I      | I      | II     | III    | IV     | P.I    | P.II   | P.III  | P.IV   |                                                          |                                                          | |
| ------- | ------ | ------ | ------ | ------ | ------ | ------ | ------ | ------ | ------ | -------------------------------------------------------- | -------------------------------------------------------- | --- |
| 2003/04 |        |        |        |        |        | 8      |        |        |        | Eerste prov. O-Vl                                        | 41                                                       | |
| 2004/05 |        |        |        |        |        | 2      |        |        |        | Eerste prov. O-Vl                                        | 55                                                       | |
| 2005/06 |        |        |        |        |        | 10     |        |        |        | Eerste prov. O-Vl                                        | 38                                                       | |
| 2006/07 |        |        |        |        |        |        | 11     |        |        | Tweede prov. O-Vl                                        | 36                                                       | |
| 2007/08 |        |        |        |        |        |        | 5      |        |        | Tweede prov. O-Vl                                        | 55                                                       | |
| 2008/09 |        |        |        |        |        |        | 1      |        |        | Tweede prov. O-Vl                                        | 60                                                       | |
| 2009/10 |        |        |        |        |        | 4      |        |        |        | Eerste prov. O-Vl                                        | 48                                                       | |
| 2010/11 |        |        |        |        |        | 8      |        |        |        | Eerste prov. O-Vl                                        | 45                                                       | |
| 2011/12 |        |        |        |        |        | 15     |        |        |        | Eerste prov. O-Vl                                        | 25                                                       | |
| 2012/13 |        |        |        |        |        |        | 1      |        |        | Tweede prov. O-Vl                                        | 70                                                       | |
| 2013/14 |        |        |        |        |        | 3      |        |        |        | Eerste prov. O-Vl                                        | 55                                                       | |
| 2014/15 |        |        |        |        |        | 2      |        |        |        | Eerste prov. O-Vl                                        | 62                                                       | Promotie na winst in eindronde tegen Appelterre-Eichem en Maldegem                                                   |
| 2015/16 |        |        |        |        | 12     |        |        |        |        | Vierde klasse A                                          | 37                                                       | |
|         | 1A     | 1B     | 1Am    | 2Am    | 3Am    | P.I    | P.II   | P.III  | P.IV   | Vanaf 2016-17 zijn er 3 nationale en 2 regionale niveaus | Vanaf 2016-17 zijn er 3 nationale en 2 regionale niveaus | Vanaf 2016-17 zijn er 3 nationale en 2 regionale niveaus                                                             |
| 2016/17 |        |        |        |        | 6      |        |        |        |        | Derde klasse Am.                                         | 44                                                       | |
| 2017/18 |        |        |        |        | 13     |        |        |        |        | Derde klasse Am.                                         | 32                                                       | Aanvankelijk behoud na winst in barragewedstrijden tegen KFC Diest, maar degradatie door faillissement van Lierse SK |
| 2018/19 |        |        |        |        |        | 1      |        |        |        | Eerste prov. O-Vl                                        | 66                                                       | |
| 2019/20 |        |        |        |        | 2      |        |        |        |        | Derde klasse Am.                                         | 47                                                       | competitie vroegtijdig stopgezet wegens COVID-19-virus                                                               |
| 2020/21 |        |        |        | -      |        |        |        |        |        | Tweede klasse Am.                                        | -                                                        | competitie geschrapt wegens COVID-19-virus                                                                           |
| 2021/22 |        |        |        | 2      |        |        |        |        |        | Tweede afdeling A                                        | 60                                                       | Promotie omdat kampioen Sparta Petegem geen licentie aanvroeg.                                                       |
| 2022/23 |        |        | 18     |        |        |        |        |        |        | Eerste nationale                                         | 35                                                       | |
| 2023/24 |        |        |        | 2      |        |        |        |        |        | Tweede Afdeling A                                        | 58                                                       | Promotie omdat kampioen Eendracht Aalst geen licentie kreeg.                                                         |
| 2024/25 |        |        | 7      |        |        |        |        |        |        | Eerste nationale VV                                      | 43                                                       | |
| 2025/26 |        |        |        |        |        |        |        |        |        | Eerste nationale VV                                      |                                                          | |

## B-kern
De tweede ploeg van Ninove speelt het seizoen 2025/26 in Tweede Provinciale Oost-Vlaanderen. 

## Jeugdwerking
KVK Ninove heeft aan het begin van het seizoen 2022/23 maar liefst 27 verschillende jeugdploegen, van U7 tot U19. Deze ploegen spelen in verschillende reeksen, zowel gewestelijk als provinciaal.

## Bekende (ex-)spelers
- Jérôme Baugnies (wielrenner)
- Elimane Coulibaly
- Francis Couvreur
- David Geeroms
- Cor Gillis
- Damien Miceli
- Wesley Sonck (jeugd)
- Gunter Thiebaut
- Jean-Pierre Vande Velde

## Trainers
- 2011-2012:  David Collijns,  Alain Merckx
- 2012-2013:  Alain Merckx
- 2013-2014:  Alain Merckx
- 2014-2015:  Alain Merckx
- 2015-2016:  Alain Merckx
- 2016-2017:  Alain Merckx
- 2017-2018:  Alain Merckx,  Jean-Pierre Vande Velde
- 2018-2019:  Jean-Pierre Vande Velde
- 2019-2020:  Jean-Pierre Vande Velde,  Alan Haydock

## Damesvoetbal
In het seizoen 2005/06 kwam KVK Ninove voor het eerst met een damesploeg in competitie. De aanzet daartoe was het jaar voordien gegeven door de jeugdsportraad van de stad. De voetballende meisjes vonden onderdak op de Kloppers.
Het eerste seizoen speelden de dames in Tweede Provinciale. Het tweede seizoen werd in de subtop beëindigd. Door de reorganisatie binnen de provinciale reeksen werd KVK Ninove uitgenodigd de stap naar Eerste Provinciale te zetten. Sinds het 2007/08 speelt de damesploeg in de hoogste provinciale reeks. De eerste seizoenen ging het moeizaam. De ploeg kende een eerste hoogtepunt met het bereiken van de halve finales van de Beker van Oost-Vlaanderen in 2008/09. In 2010/11 vond de ploeg aansluiting bij de middenmoot in de competitie. Dat seizoen werd ook een tweede ploeg in competitie gebracht, dat in Derde Provinciale speelde.
In het 2010/11 organiseerde men voor de eerste maal de DIVAS.CUP, een interprovinciaal tornooi voor damesteams. KV Mechelen won de eerste editie voor Clubs Brugge Dames en KVK Ninove. Andere deelnemers waren E. Moortsele, KSK Beveren, Overpelt VV, FC Herne en Eendracht Aalst.
Voor het seizoen 2014/15 koos DIVAS ervoor om het stamnummer van KVK Ninove in te ruilen voor dat van SC Eendracht Aalst. Voortaan zou de club verder spelen onder stamnummer 90 met de naam DIVAS Eendracht Aalst.
Vanaf seizoen 2018-2019 speelden de DIVAS opnieuw onder het stamnummer van KVK Ninove. Ze begonnen onderaan de ladder in 3e provinciale en werden dat seizoen vicekampioen. Daarnaast brachten ze ook jeugdteams in competitie: U9, 2x U10 en 2x U13. Dat seizoen startten ze een G-werking op voor meisjes met een beperking.
Seizoen 2019-2020 is er opnieuw uitbreiding, want dit seizoen brengen ze drie damesploegen in competitie (1e provinciale en twee in 3e provinciale). Volgende jeugdteams nemen deel aan de competitie: U8, U10, U11 en U13. Ook de G-DIVAS worden integraal opgenomen in de reguliere werking van de club.